# Jean Földeák
Jean Földeák (n. 9 iunie 1903, Hitiaș, România – d. 5 mai 1993, München, Germania) a fost un luptător ce a reprezentat Germania, medaliat olimpic. A participat la o ediție a Jocurilor Olimpice (1932) în care a câștigat o medalie de argint.